# ワシントン郡 (バーモント州)
ワシントン郡（英: Washington County）は、アメリカ合衆国バーモント州の中央部に位置する郡である。人口は5万9807人（2020年）。郡庁所在地は州都でもあるモントピリアであり、同郡で人口最大の都市はバリである。郡名は郡が設立された時にアメリカ独立戦争で大陸軍の司令官を務めていたジョージ・ワシントンに因んで名づけられた。バーモント州の人口重心が郡内のウォーレン町にある。

## 歴史
ワシントン郡は、1777年1月15日に、バーモントがニューヨークとは異なる国であることを宣言したとき、ニューヨークから割譲された土地に設立された数郡の1つである。この領域はマサチューセッツ、ニューハンプシャー、ニューネーデルラントが領有を争っていたが、1764年7月20日、イギリス王ジョージ3世が、ニューハンプシャーとニューヨークの境界をコネチカット川の西岸に定め、南はマサチューセッツとの州境、北は北緯45度線に設定した。ニューヨークはオールバニ郡にその土地を割り当てた。1772年3月12日、オールバニ郡が分割されて、この地域はシャーロット郡となり、この状態はバーモントがニューヨークとイギリスから独立するまで続いた。
ワシントン郡は1810年に、カレドニア郡、チッテンデン郡、オレンジ郡の一部を合わせて設立された。当初ジェファーソン郡と呼ばれていたが、1814年にワシントン郡に改名された。

## 地理
アメリカ合衆国国勢調査局に拠れば、郡域全面積は695平方マイル (1,800.0 km2)であり、このうち陸地689平方マイル (1,784.5 km2)、水域は6平方マイル (15.5 km2)で水域率は0.90%である。

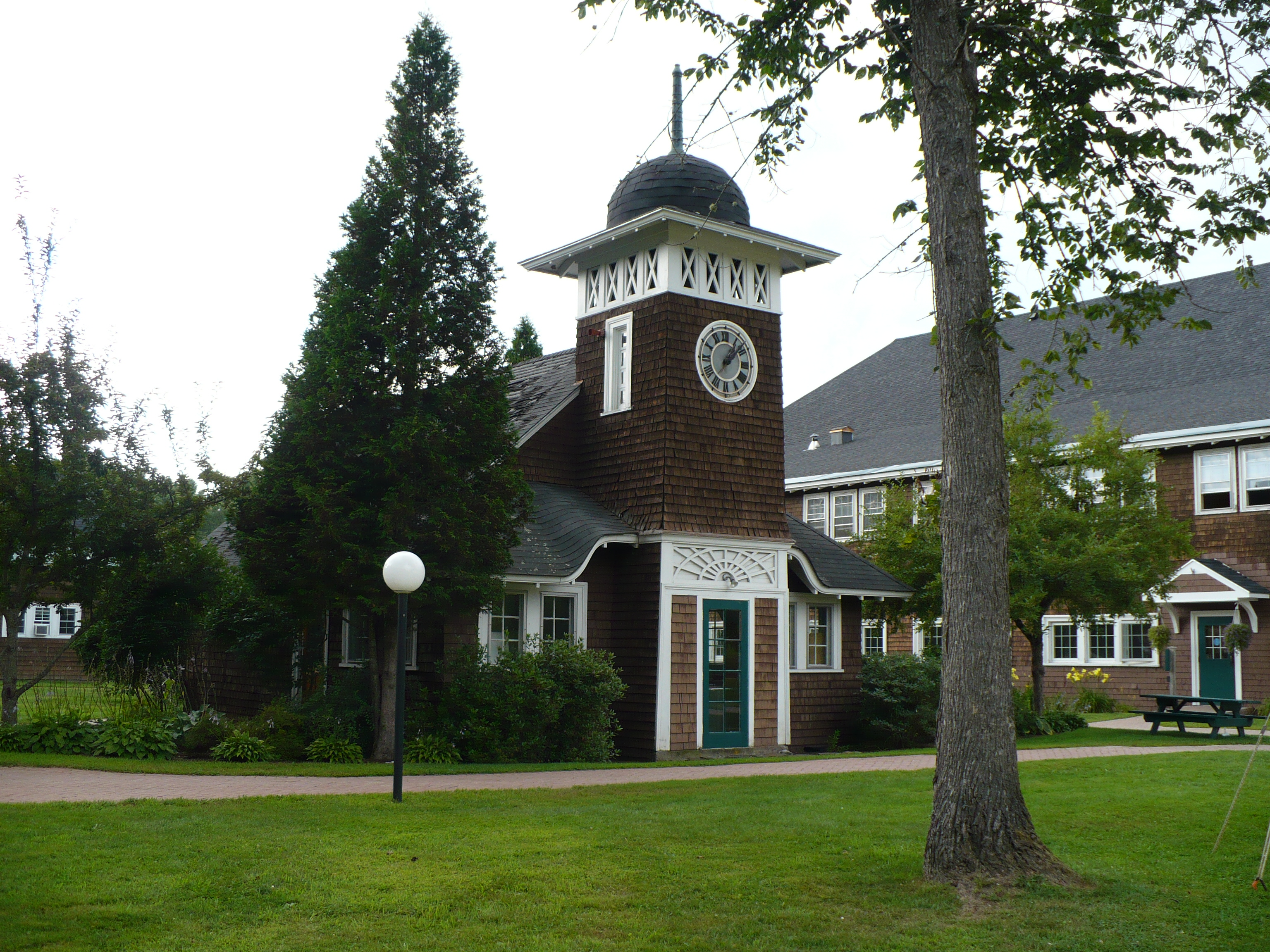
ゴダード・カレッジ時計塔、プレーンフィールド町

ワシントン郡はバーモント州の中で他州にもカナダにも接しないことで、2郡しかないものの1つである。もう1つはラモイル郡である。
 州間高速道路89号線が郡内を通り、出口は5か所にある。

### 隣接する郡
- ラモイル郡 - 北
- カレドニア郡 - 北東
- オレンジ郡 - 南東
- アディソン郡 - 南西
- チッテンデン郡 - 北西

### 国立保護地域
- グリーン山地国立の森（部分）

## 人口動態
以下は2000年国勢調査による人口統計データである。
| 基礎データ - 人口: 58,039 人 - 世帯数: 23,659 世帯 - 家族数: 15,047 家族 - 人口密度: 33人/km2（84人/mi2） - 住居数: 27,644 軒 - 住居密度: 15軒/km2（40軒/mi2） 人種別人口構成 - 白人: 97.05% - アフリカン・アメリカン: 0.47% - ネイティブ・アメリカン: 0.30% - アジア人: 0.57% - 太平洋諸島系: 0.01% - その他の人種: 0.26% - 混血: 1.34% - ヒスパニック・ラテン系: 1.26% 先祖による構成 - イギリス系：16.7% - アイルランド系：12.2% - フランス系：12.1% - フランス系カナダ人：9.1% - アメリカ人：8.7% - イタリア系：7.3% - ドイツ系：6.4% - スコットランド系：5.2% 言語による構成 - 英語：94.3% - フランス語：2.7% - スペイン語：1.1% | 年齢別人口構成 - 18歳未満: 23.5% - 18-24歳: 8.9% - 25-44歳: 28.7% - 45-64歳: 26.0% - 65歳以上: 12.9% - 年齢の中央値: 38歳 - 性比（女性100人あたり男性の人口） - 総人口: 96.1 - 18歳以上: 94.1 世帯と家族（対世帯数） - 18歳未満の子供がいる: 31.0% - 結婚・同居している夫婦: 50.6% - 未婚・離婚・死別女性が世帯主: 9.2% - 非家族世帯: 36.4% - 単身世帯: 28.5% - 65歳以上の老人1人暮らし: 10.2% - 平均構成人数 - 世帯: 2.36人 - 家族: 2.91人 収入と家計 - 収入の中央値 - 世帯: 40,972米ドル - 家族: 51,075米ドル - 性別 - 男性: 33,181米ドル - 女性: 26,369米ドル - 人口1人あたり収入: 21,113米ドル - 貧困線以下 - 対人口: 8.0% - 対家族数: 5.5% - 18歳未満: 9.1% - 65歳以上: 6.8% |

## 政治
| 年     | 民主党       | 共和党       |
| ------ | ------------ | ------------ |
| 2012年 | 69.4% 20,351 | 27.6% 8,093  |
| 2008年 | 69.3% 22,324 | 28.4% 9,129  |
| 2004年 | 61.0% 19,177 | 36.4% 11,461 |
| 2000年 | 51.4% 15,281 | 38.5% 11,448 |

## 都市と町

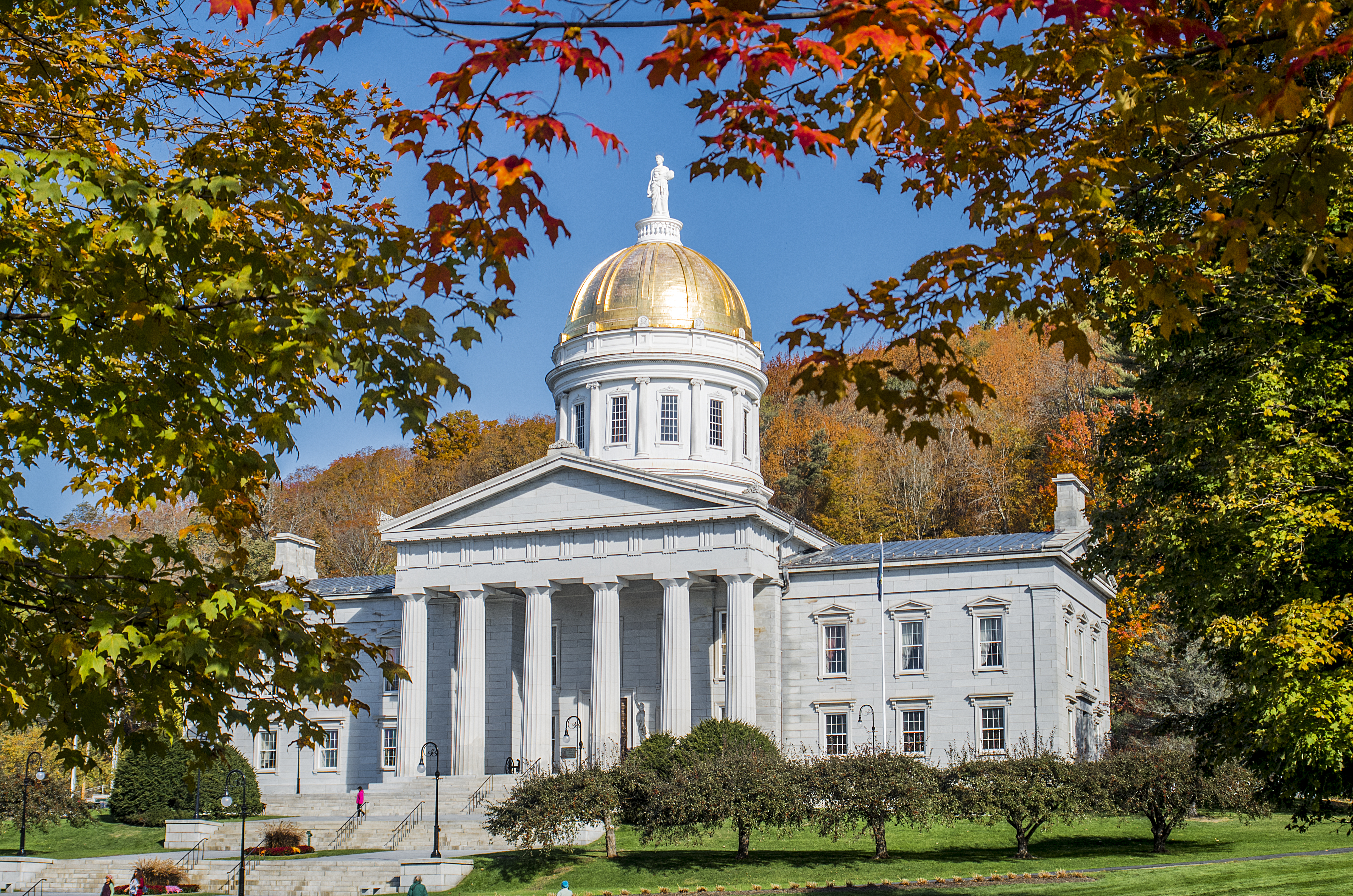
バーモント州会議事堂（モントピリア）

| - バリ市 - バリー町 - イーストバリ（国勢調査指定地域、CDP) - グラニットビル（CDP） - サウスバリー（CDP） - ウェブスタービル（CDP） - バーリン町 - カボット町 - カボット村 - カリス町 - ダックスベリー町 - イーストモントピリア町 - フェイストン町 - マーシュフィールド町 - マーシュフィールド村 | - ミドルセックス町 - モントピリア市 - 郡庁所在地 - モアタウン町 - ノースフィールド町 - ノースフィールド村 - プレーンフィールド町 - ロクスベリー町 - ウェイツフィールド町 - ウォーレン町 - ウォーターベリー町 - ウォーターベリー村 - ウッドベリー町 - ウースター町 |